# 盲腸線
盲腸線為鐵路路線的類型之一，指某路線只有一端接到其他路線，中途各站及端點站皆無接續線，導致該路線形似盲腸而得名。此語源自日語，但在醫學上應指阑尾而非盲腸。主要出現於改線過、或有新建路線的鐵路幹線，原有的幹線端點站沒有與新建之幹線直接連接而成。
盲腸線產生後，常因通往其他路線必須透過轉乘，導致所在的市區區域因對外交通不便而沒落，間接導致盲腸線最終被廢止。許多通往港口都市的鐵路線為盲腸線，大多為貨運用途，少部分則因大眾運輸的不可取代性而留存。

## 不被視為盲腸線的例子
盡頭路線為本線、幹線
長崎本線、橫須賀線為此類。但是留萌本線雖然是被冠上本線名稱的路線，但因其為地方交通線，一般情況下仍被視為盲腸線。
回廠線旅客化
沿線因應請願而進行旅客化的路線為此類（例：博多南線）。此外亦有上越線越後湯澤－Gala湯澤為以連接特定設施設目的進行旅客化的例子。
與其他公司接續的路線
此事例包括伊東線，起初建設路線確實為盲腸線，但後來有其他公司興建路線連接，佐世保線亦可接續其他公司的路線（此情況近乎接續路線的廢除）。但是指宿枕崎線的枕崎站曾經接續鹿兒島交通，自從鹿兒島交通廢線後，就被視為盲腸線。
特定設施的連接
例如以連接機場為主因而興建的機場聯絡軌道系統（例：關西機場線）、連接港灣進行貨物輸送為主因的臨海鐵道、連接住宅地為主因的新城鐵道的興建雖實為盡頭鐵路，但因應輸送上的重要性，一般不被視為盲腸線。

## 各國概況

### 中華民國
- 台鐵縱貫線基隆－八堵段
- 台鐵宜蘭線蘇澳新－蘇澳段
- 台北捷運新北投支線
- 台北捷運小碧潭支線